# دریای پانونی

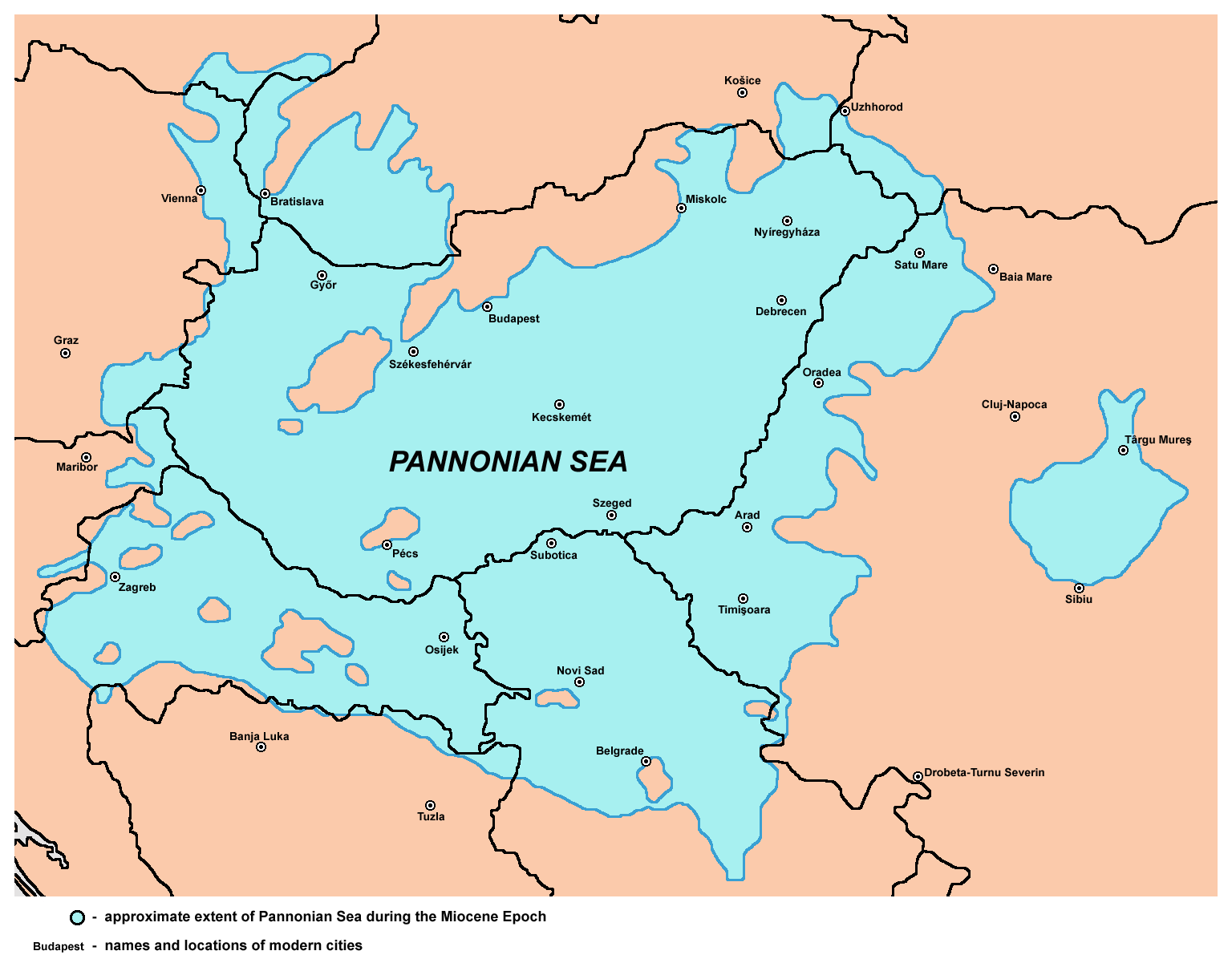
طول تقریبی دریای پانونی در دورهٔ میوسن.

دریای پانونی دریایِ باستانیِ کم‌عمقی بوده در حوضه پانونیِ امروزی واقع در اروپای مرکزی. دریای پانونی در دورهٔ پلیوسن در زمانی که ۳ تا ۴ کیلومتر از رسوبهای دریایی در حوضۀ پانونی نهشته‌شده بودند، وجود داشت. در انتهای دورهٔ پلیوسن دریای پانونی برای همیشه ارتباطش را با دریای سیاه به علت برآمدن کوههای کارپات از دست داد و تبدیل به یک دریاچۀ بزرگ شد که رفته رفته کوچک و در حدود ۶۰۰،۰۰۰ سال پیش خشک شد.